# Capparis sprucei
Espèce
Synonymes
- Capparidastrum sprucei (Eichler) Hutch., 1967 (préféré par NCBI)[2]
- Capparis petiolaris subsp. sprucei (Eichler) Iltis[3]
- Capparis sprucei Eichler[3]
- Capparis sprucei[2]

Statut de conservation UICN

 VU D2 : Vulnérable
Capparis sprucei est une espèce de plantes de la famille des Capparaceae.

## Publication originale
- Flora Brasiliensis 13(1): 281. 1865.